# Luis Jorge Fontana
Luis Jorge Fontana (Buenos Aires, 19 de abril de 1846 - San Juan, 18 de octubre de 1920) fue un militar, naturalista, explorador, geógrafo y escritor argentino, primer gobernador del territorio nacional del Chubut, y fundador de la ciudad de Formosa.

## Síntesis biográfica
Luis Jorge Fontana nació en Buenos Aires, hijo de un funcionario del gobierno de Juan Manuel de Rosas. A temprana edad se trasladó con su familia a Carmen de Patagones, y ya a los trece años ingresó como aprendiz a la Comandancia Militar de Río Negro.
Participó en la guerra del Paraguay, y a su término vivió algún tiempo en Buenos Aires, donde fue alumno de Germán Burmeister, con quien estudió ciencias naturales, astronomía y física. 

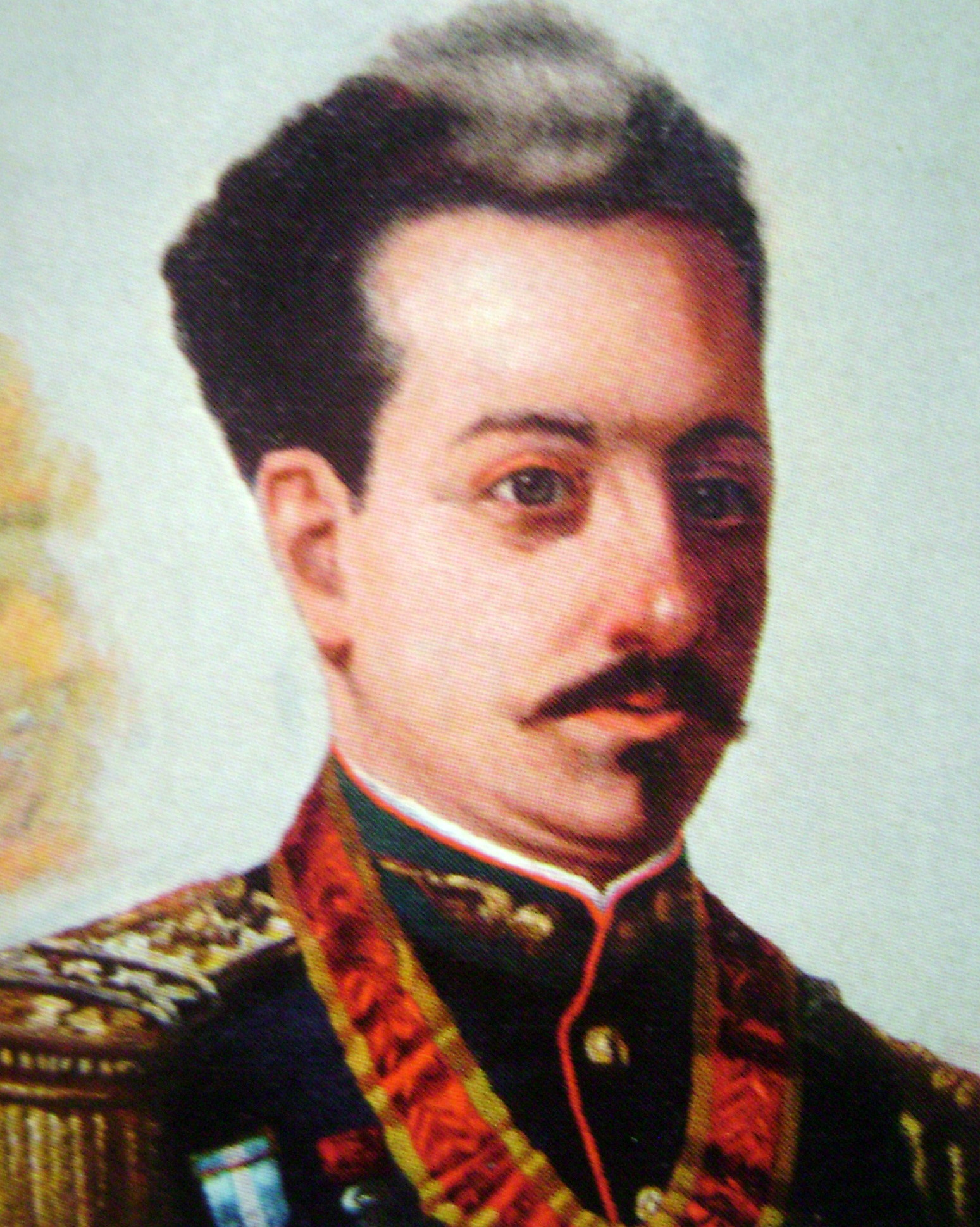
Retrato del Coronel en 1879 (Museo de Formosa)

Regresó al ejército, donde cumplió distintas tareas en expediciones de demarcación de límites explorando el Chaco Boreal, el Chaco Central y el Chaco Austral. Durante estos viajes de exploración del gran Chaco perdió su brazo izquierdo en un combate con los indígenas de la zona.
En 1879 fundó la ciudad de Formosa y alcanzó el grado de teniente coronel.
En 1884 y de regreso a la Patagonia que había visitado en su infancia, fue nombrado primer gobernador del nuevo Territorio Nacional del Chubut. Allí dirigió la expedición al oeste, con un grupo explorador denominado los "Rifleros del Chubut", que descubrió el valle 16 de Octubre, zona fértil precordillerana que se convertiría en un nuevo asentamiento de la colonia galesa de Trevelin. En la ahora provincia del Chubut hay un lago que lleva su nombre (coordenadas 44°56'00"S 71°29'04"O) en homenaje suyo por sus esfuerzos de exploración.
Transcurrió sus últimos años en la provincia de San Juan, donde ocupó varios cargos públicos y comunitarios.
Falleció en la Ciudad de San Juan de la Frontera, el 18 de octubre de 1920. Tras haber descansado en una tumba de dicha localidad, una comisión organizada, entre otros, por familiares del fallecido y ciudadanos formoseños, concretó en 1956 el traslado de sus restos, junto a algunas de sus pertenencias, hacia la ciudad de Formosa, donde actualmente descansan en un mausoleo dentro de la catedral formoseña.

## Principales obras
- 1870: El arte de embalsamar y las momias egipcias y peruanas del museo público
- 1874: Nociones de fisiología botánica aplicada a la agricultura
- 1881: El Gran Chaco, descripción geográfica, fauna y flora del noreste argentino
- 1882: Explicación al plano general del Gran Chaco
- 1883: Viaje de exploración al río Pilcomayo
- 1886: Estudio sobre el caballo fósil, con prólogo de Bartolomé Mitre.
- 1886: Viaje de Exploración a la Patagonia Austral
- 1908: Enumeración sistemática de las aves - Mendoza, La Rioja y Catamarca
- 1912: Ad ovo, ensayo sobre temas prehistóricos

Otros : "Horas zoológicas"; "Sismología antigua y moderna"; "El clima de San Juan"; "Los cuadrúpedos y las aves de la región andina"; "Fisiografía vegetal"